# سيسينها (لاعب كرة قدم)
سيسينها هو لاعب كرة قدم برازيلي في مركز الهجوم، ولد في 21 يوليو 1992 في البرازيل. لعب مع نادي تريزه.

## وصلات خارجية
- سيسينها (لاعب كرة قدم) على موقع قاعدة بيانات كرة القدم.إي يو (الإنجليزية)
- سيسينها (لاعب كرة قدم) على موقع Soccerway.com (الإنجليزية)